# Фрогмор-хаус
Фрогмор-хаус (англ. Frogmore House) — заміська резиденція членів британської королівської сім'ї за 1 км від Віндзорського замку. Відома головним чином своїм парком, у якому, крім садових павільйонів і пишного неоренесансного мавзолею герцогині Кентської (матері королеви Вікторії), розташована усипальниця самої Вікторії та її чоловіка Альберта.

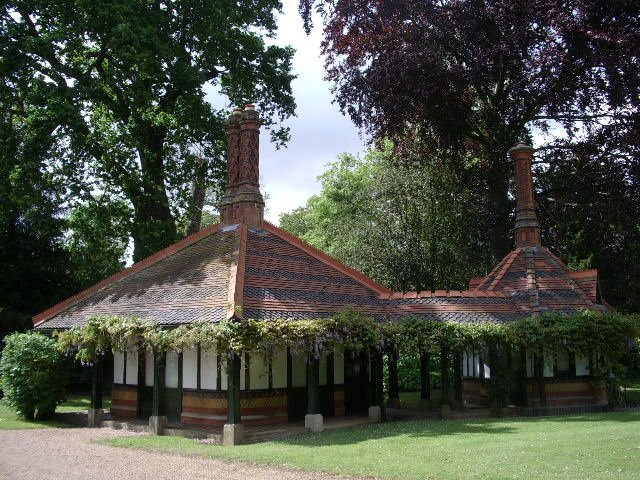
Чайний будиночок королеви Вікторії

Заміський будинок «Великий Фрогмор» був збудований у 1680—1684 рр. королівським архітектором Г'ю Меєм для свого племінника Томаса. Деякий час його винаймав молодший син Карла II, герцог Джордж Нортумберлендський. У 1792 р. королева Шарлотта Мекленбург-Стрелицька, якій набрид старомодний Віндзорський замок, придбала Фрогморську садибу для проживання своїх неодружених дочок. Садибний будинок був розширений і прикрашений в стилі класицизму.
У середині XIX століття в Фрогмор-хаусі проживала мати королеви Вікторії, герцогиня Кентська. Про часті візити у Фрогмор самої королеви відвідувачам нагадує чайний будиночок у парку. Потім особняк займала Марія Текська і різні родичі правлячих монархів, включаючи велику княгиню Ксенію Олександрівну (в 1925-37 рр.). У 1900 р. біля Фрогморського маєтку народився майбутній фельдмаршал Луїс Маунтбаттен.
В 1980-ті роки Фрогмор-хаус був капітально відремонтований через так і не здійснені плани розміщення в ньому герцога і герцогині Йоркської.